# Ilybius gagates
Ilybius gagates är en skalbaggsart som först beskrevs av Aubé 1838.  Ilybius gagates ingår i släktet Ilybius och familjen dykare. Inga underarter finns listade i Catalogue of Life.